# Triplophyllum jenseniae
Triplophyllum jenseniae är en ormbunkeart som först beskrevs av Carl Frederik Albert Christensen, och fick sitt nu gällande namn av Holtt. Triplophyllum jenseniae ingår i släktet Triplophyllum och familjen Tectariaceae. Inga underarter finns listade.